# Safari (likeur)
Safari is een likeur met de smaak van tropisch fruit. Het wordt geproduceerd door Diageo.
De likeur smaakt naar passievrucht, mango, papaja, citroen en limoen. De drank is transparant en wordt oranje/bruin gekleurd met sulfiet-ammoniakkaramel (E150d). Op het etiket wordt de likeur aangeprezen als The taste of adventure (De smaak van avontuur). Er worden twee sterktes geproduceerd, 'Safari' met een alcoholpercentage van 20% (likeur), en 'Safari Senza' met 14,9% alcohol (likorette).
De likeur kan puur gedronken worden of on the rocks. Het is echter vooral een mixdrank. Voorbeelden zijn 'Safari orange' (met sinaasappelsap) en 'Safari ice' (met ijsthee).